# Ian Uranga
Ian Uranga Chong (* 22. Juni 1987 in Durango) ist ein ehemaliger spanischer Fußballspieler im Ruhestand.

## Karriere
Uranga begann seine Karriere in der Jugendmannschaft von Deportivo Alavés, bevor er 2005 zu den Profis aufstieg. In den Folgesaisons wurde er jeweils für ein Jahr zu den Vereinen Barakaldo CF, Real Uión Irún und SD Lemona ausgeliehen. Nach seiner Rückkehr aus Lemona wechselte Uranga zu seiner ehemaligen Leihstation Barakaldo und bestritt dort in zwei Jahren 49 Ligaspiele.
Nach einem kurzen Intermezzo bei SD Lemona wechselte er im Sommer 2012 zu Arenas Club, wo er bis zu seinem Karriereende 2022 in der Position eines Abwehrspielers gespielt hat.